# Пейпсіяере (волость, 1991)
Пе́йпсіяере (ест. Peipsiääre vald) — волость в Естонії, одиниця самоврядування в повіті Тартумаа з 21 листопада 1991 по 23 жовтня 2017 року.

## Географічні дані
Площа волості — 30,95 км2, чисельність населення на 1 січня 2017 року становила 648 осіб.

## Населені пункти
Адміністративний центр — селище Колк'я.
На території волості розташовувалися:
3 селища (alevik): Варнья (Varnja), Казепяе (Kasepää), Колк'я (Kolkja);
2 села (küla): Савка (Savka), Сіпелґа (Sipelga).

## Історія
21 листопада 1991 року Пейпсіяереська сільська рада перетворена у волость зі статусом самоврядування.
22 червня 2017 року Уряд Естонії постановою № 97 затвердив утворення нової адміністративної одиниці шляхом об'єднання територій волості Пейпсіяере та самоврядувань зі складу повіту Тартумаа: міського муніципалітету Калласте, волостей Алатсківі й Вара, та волості Пала, що належала повіту Йиґевамаа. Новий муніципалітет отримав назву волость Пейпсіяере. Зміни в адміністративно-територіальному устрої, відповідно до постанови, мали набрати чинності з дня оголошення результатів виборів до волосної ради нового самоврядування.
15 жовтня 2017 року в Естонії відбулися вибори в органи місцевої влади. Утворення волості Пейпсіяере набуло чинності 23 жовтня 2017 року.